# Hedana subtilis
Hedana subtilis är en spindelart som beskrevs av Ludwig Carl Christian Koch 1874. Hedana subtilis ingår i släktet Hedana och familjen krabbspindlar.
Artens utbredningsområde är Tonga. Inga underarter finns listade i Catalogue of Life.